# Amin al-Hafiz
Amin al-Hafiz (ou Hafez)  (em árabe: أمين الحافظ‎) (Alepo, 17 de dezembro de 1921 — Alepo, 17 de dezembro de 2009) foi um militar e político sírio, membro do Partido Baath  e presidente da Síria entre 27 de julho de 1963 e 23 de fevereiro de 1966. 
Amin morreu no dia 17 de dezembro de 2009, exatamente no dia de seu aniversário.